# Szarfmeca

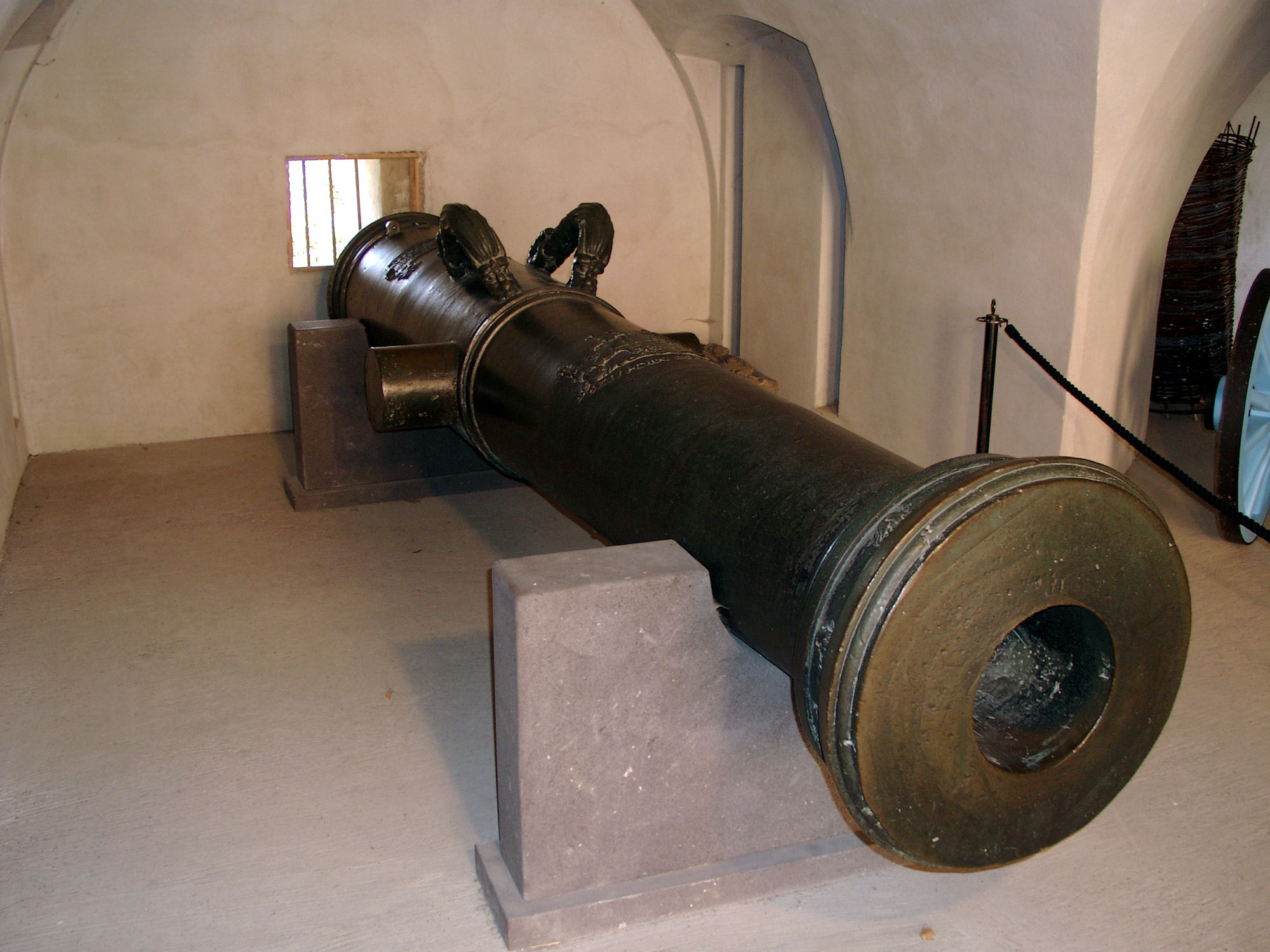
XVI-wieczna szarfmeca „Gryf” (Greif) z ekspozycji muzealnej w twierdzy Ehrenbreitstein w Koblencji

Szarfmeca – działo burzące z XVI wieku, podobne do kartauny, większe niż kartauna pojedyncza, a mniejsze niż podwójna (choć rozmiarami bliższe podwójnej). Lufa ważyła od 80 do 120 cetnarów. Na ogół strzelano z niego pięćdziesięciofuntowymi kulami żelaznymi.